# Наганохара
Наганохара (яп. 長野原町 Наганохара-мати) — посёлок в Японии, находящийся в уезде Агацума префектуры Гумма. Площадь посёлка составляет 133,93 км², население — 5984 человека (1 июля 2014), плотность населения — 44,68 чел./км².
Город-побратим — Ливингстон  Монтана  США.

## Географическое положение
Посёлок расположен на острове Хонсю в префектуре Гумма региона Канто. С ним граничат город Такасаки, посёлки Хигасиагацума, Кусацу, Наканодзё, Каруидзава и село Цумагои.

## Население
Население посёлка составляет 5984 человека (1 июля 2014), а плотность — 44,68 чел./км². Изменение численности населения с 1980 по 2005 годы:
| 1980 | 7237 чел. |  |
| 1985 | 7063 чел. |  |
| 1990 | 6878 чел. |  |
| 1995 | 7017 чел. |  |
| 2000 | 6939 чел. |  |
| 2005 | 6563 чел. |  |

## Символика
Деревом посёлка считается лиственница, цветком — рододендрон даурский, птицей — Syrmaticus soemmerringii.